# 14e Leger (Wehrmacht)
Het 14e Leger (Duits: 14. Armee) was een onderdeel van het Duitse leger in de Tweede Wereldoorlog. Het werd opgericht op 1 augustus 1939. Op 2 mei 1945 capituleerde het 14e Leger.

## Poolse campagne

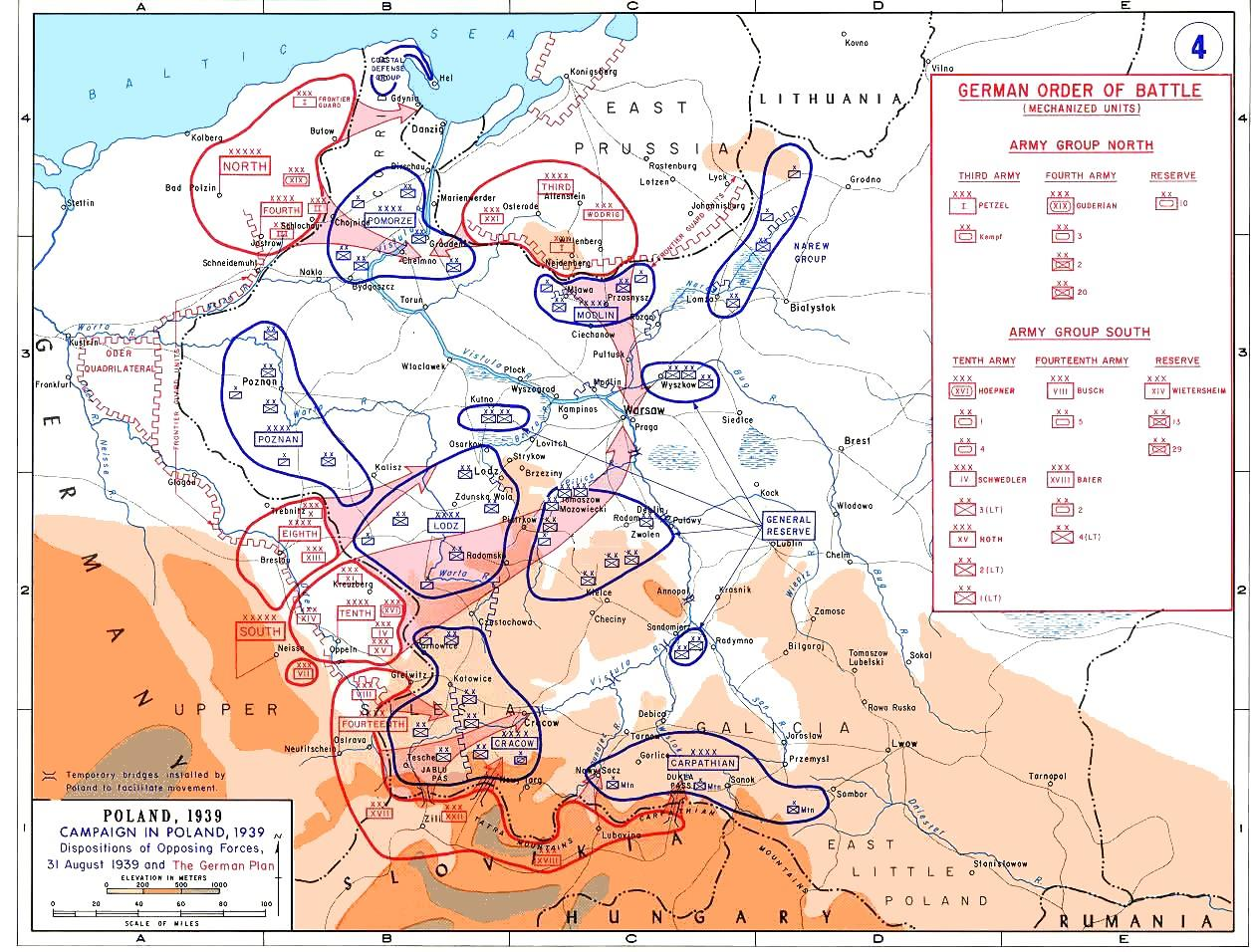
Positie van de Duitse legers bij het begin van de inval in Polen.

Tijdens de Poolse Veldtocht vormde het 14e Leger onder leiding van generaal Wilhelm List de rechterflank van Legergroep Zuid. Het leger had de taak gekregen om aan te vallen in de richting van Krakau en de flank van het 10e Leger te dekken. Daarna moest het verder oprukken in de richting van Lemberg, om ten slotte aan de oevers van de Bug naar het noorden te zwenken om samen met het uit het noorden komende 3e Leger de Poolse legers te omsingelen in een grote tangbeweging.
Aanvankelijk stootte het 14e Leger op sterke Poolse tegenstand. Pas op 6 september 1939 wisten de Duitsers Krakau te veroveren. De Luftwaffe bestookte onophoudelijk de Poolse stellingen. De voortdurende aanvallen van Stuka's braken uiteindelijk het Poolse moreel. Daarna versnelde de opmars van het 14e Leger in de richting van Lemberg. Tarnów viel op 7 september 1939 en een dag later stak de Duitse voorhoede de Wisłoka over. De Duitse pantserdivisies sloegen een bres in de Poolse verdediging. Op 15 september 1939 stak het XXIIe korps bij Przemyśl de San over en een dag later bereikten de tanks Lemberg. Op 17 september gingen de Russen eveneens in de aanval en de georganiseerde Poolse tegenstand in Zuid-Polen stortte ineen. Het 14e Leger zwenkte naar het noorden ten zuiden van Brest stuitte het op de voorhoede van het XIXe panzerkorps van generaal Guderian. Ongeveer 170 000 Polen werden omsingeld en gaven zich op 23 september over. Na de Poolse capitulatie op 6 oktober 1939 werd het 14e Leger ontbonden en omgevormd naar het 12e Leger.

## Italiaanse campagne

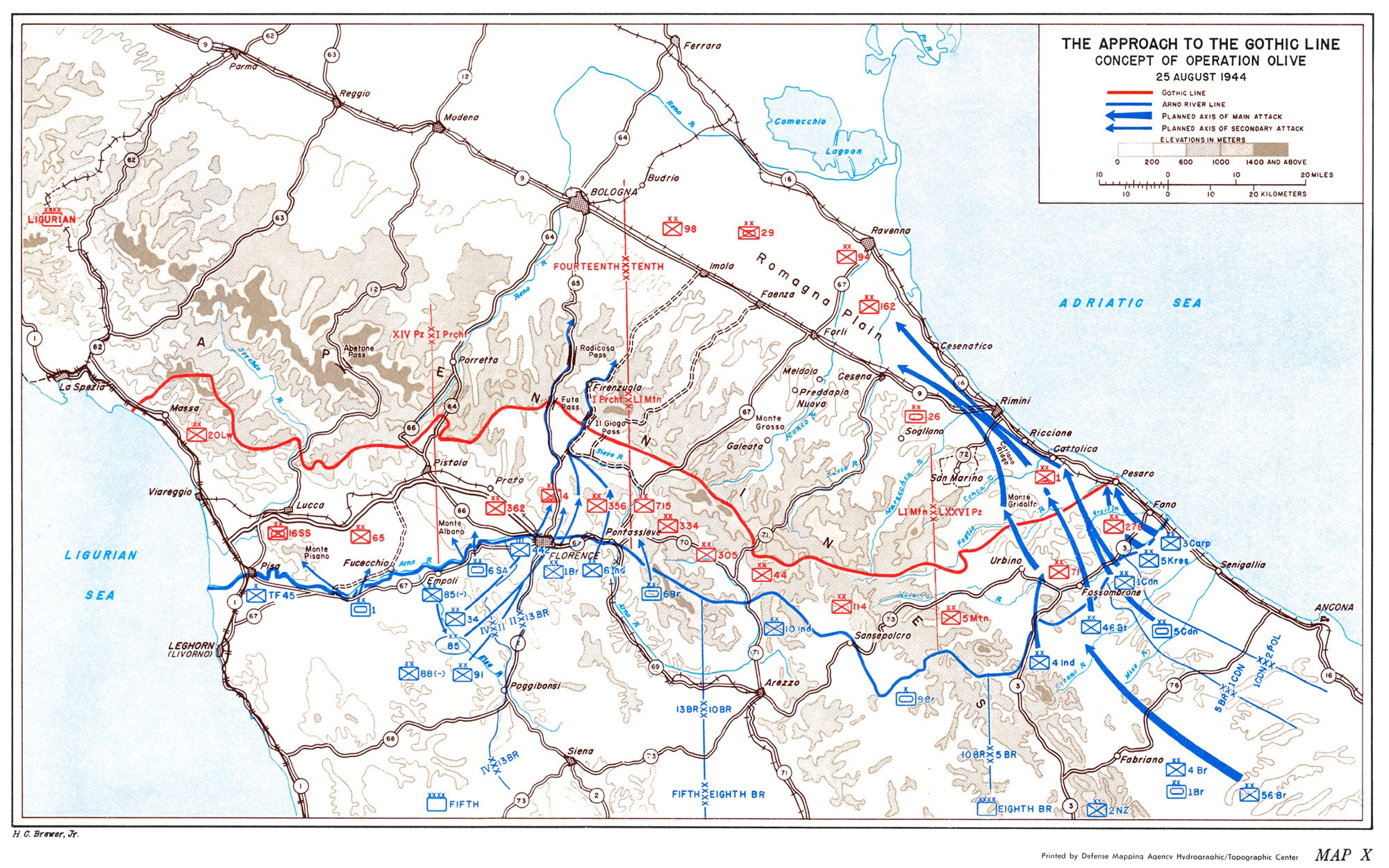
Posities van het 14e Leger op 25 augustus 1944.

Op 18 november 1943 werden de Duitse eenheden in Noord- en Centraal- Italië samengevoegd tot het 14e Leger. Aanvankelijk vormde het 14e Leger een reserveleger, maar na de geallieerde landing bij Anzio op 21 januari 1944 werd het als frontleger ingezet. Geholpen door de voorzichtige houding van de Amerikaanse bevelhebber bij Anzio wist het 14e Leger te voorkomen dat de geallieerde troepen uit het bruggenhoofd braken. Het was een patstelling. De Duitse troepen slaagden er niet in het bruggenhoofd te vernietigen, maar de geallieerden konden niet verder oprukken. Pas op 25 mei 1944 begon het 14e Leger zich langzaam terug te trekken naar de Gotenlinie, een verdedigingslinie die de Duitsers in het noorden van Italië hadden aangelegd. Samen met het 10e Leger wisten de eenheden van het 14e Leger de geallieerde opmars te vertragen en ten slotte tot stilstand te brengen voor de Gotenlinie. Hier wisten de Duitsers stand te houden tot het winterweer alle offensieve operaties van de geallieerde legers verhinderde.
Op 8 april 1945 lanceerde het Amerikaanse Ve Leger zijn aanval tegen het 14e Leger. De Duitse eenheden waren verzwakt, onderbewapend en oorlogsmoe. Toch bleven ze zich verzetten, maar het geallieerde overwicht was te groot. De Duitse opperbevelhebber in Italië, generaal Heinrich von Vietinghoff, besefte dat de oorlog was verloren en om levens te sparen en op 28 april 1945 zocht hij contact met de geallieerden. Op 29 april 1945 capituleerden de Duitse legers in Italië, maar de laatste eenheden gaven zich pas op 2 mei 1945 over.

## Commandanten
| Rang                        | Naam                             | Begin            | Eind             |
| --------------------------- | -------------------------------- | ---------------- | ---------------- |
| Kolonel-generaal            | Wilhelm List                     | 1 augustus 1939  | 13 oktober 1939  |
| Kolonel-generaal            | Eberhard von Mackensen           | 18 november 1943 | 2 juni 1944      |
| Generaal der Pantsertroepen | Joachim Lemelsen                 | 2 juni 1944      | 15 oktober 1944  |
| Generaal der Pantsertroepen | Fridolin von Senger und Etterlin | 15 oktober 1944  | 24 oktober 1944  |
| Generaal der Artillerie     | Heinz Ziegler                    | 24 oktober 1944  | 22 november 1944 |
| Generaal der Pantsertroepen | Traugott Herr                    | 22 november 1944 | 16 december 1944 |
| Generaal der Infanterie     | Kurt von Tippelskirch            | 16 december 1944 | 17 februari 1945 |
| Generaal der Pantsertroepen | Joachim Lemelsen                 | 17 februari 1945 | 2 mei 1945       |

Na het ontslag van kolonel-generaal Eberhard von Mackensen werd generaal Joachim Lemelsen aangesteld als tijdelijke commandant en op 1 september 1944 kreeg hij het definitieve bevel over het leger. Op 15 oktober ging hij plots met ziekteverlof en nam daarna tijdelijk het bevel over het 10e Leger op zich. In zijn plaats voerde generaal Fridolin von Senger und Etterlin tijdelijk het bevel. In de daaropvolgende maanden stond het 14de Leger onder bevel van een reeks generaals, die enkel fungeerden als plaatsvervangers. Op 17 februari 1945 nam Lemelsen opnieuw het bevel op zich.